# Insula doctorului Moreau (film din 1977)
Insula doctorului Moreau (în engleză: The Island of Dr. Moreau) este un film SF de groază din 1977 regizat de Don Taylor. Este a doua ecranizare în limba engleză a romanului omonim al lui H. G. Wells din 1896, roman care spune povestea unui om de știință care încearcă să transforme animalele în ființe umane. În rolurile principale au interpretat Burt Lancaster ca Dr. Paul Moreau, Michael York ca Andrew Braddock și Barbara Carrera ca Maria. Filmul este produs de American International Pictures, care a mai ecranizat două romane ale lui Wells: Hrana zeilor (1976) și Imperiul furnicilor (1977).

## Distribuție
- Burt Lancaster - Dr. Paul Moreau
- Michael York - Andrew Braddock
- Nigel Davenport - Montgomery
- Barbara Carrera - Maria
- Richard Basehart - Sayer of the Law
- Nick Cravat - M'Ling
- The Great John L. - Boar-Man
- Bob Ozman - Bull-Man
- Fumio Demura - Hyena-Man
- Gary Baxley - Lion-Man
- John Gillespie - Tiger-Man
- David Cass - Bear-Man